# Amos Vogel
Amos Vogel (gebürtig Amos Vogelbaum; * 18. April 1921 in Wien; † 24. April 2012 in New York) war ein US-amerikanischer Filmwissenschaftler und -kritiker. Er wurde vor allem durch seine unkonventionelle Filmgeschichte Film as a Subversive Art bekannt.

## Leben
Vogel musste im Herbst 1938 mit seinen Eltern, die Juden und Kommunisten waren, aus Wien fliehen.
Vogel studierte zunächst Landwirtschaft an der University of Georgia und dann an der New School for Social Research in New York, wo er einen Abschluss in Ökonomie erwarb. Den Rassismus, den er im Süden der USA erlebte, empfand Vogel als ebenso schlimm wie den Antisemitismus, den er aus Europa kannte.
Von 1947 bis 1963 betrieb er – zusammen mit seiner Frau Marcia – Cinema 16, den erfolgreichsten und einflussreichsten Filmclub in der Geschichte Nordamerikas, der zu seiner besten Zeit über 7000 Mitglieder hatte.
Er war der Erste, der in den USA Filme von Roman Polański, John Cassavetes, Nagisa Ōshima, Jacques Rivette und Alain Resnais ebenso wie amerikanische Avantgardefilmer der Zeit wie Kenneth Anger, Sidney Peterson, Bruce Conner, Carmen D’Avino und vielen anderen zeigte.
Zu Vogels ungewöhnlicher Programmarbeit gehörte es z. B., in einer Vorstellung Dokumentarfilme und Experimentalfilme zu zeigen. Vogel war zur Gründung des Clubs durch das Vorbild der Filmvorführungen, die Maya Deren organisiert hatte, angeregt worden.
Er gründete das Film Department am Lincoln Center und 1963 zusammen mit Richard Roud das New York Film Festival, für dessen Programm er bis 1968 verantwortlich war. 1973 gründete Vogel die Annenberg Cinematheque an der University of Pennsylvania und erhielt schließlich eine Professur für Filmwissenschaft an der Annenberg School for Communication, wo er zwei Jahrzehnte lang unterrichtete.
Vogel beteiligte sich an dem 2001 veröffentlichtem Dokumentarfilm Im Spiegel der Maya Deren von Martina Kudláček.
Mit über 80 Jahren immer noch aktiv, sah Vogel seine Bemühungen, Filme, die die Grenzen des Mainstreamkinos in inhaltlicher und/oder formaler Hinsicht überschreiten, bekannter zu machen, als moralisch gebotenen Widerstand gegen die Homogenisierung der Erfahrung durch die Kulturindustrie und gegen die Infantilisierung durch die Massenmedien.
Der von Paul Cronin 2014 herausgegebene Band Be Sand, Not Oil. The Life and Work of Amos Vogel versammelt sowohl ausgewählte Aufsätze und Dokumente von Amos Vogel als auch Essays über ihn und sein vielfältiges Lebenswerk.
Auf Anregung seiner Söhne Steven und Loring gelangte Amos Vogels Privatbibliothek an das Österreichische Filmmuseum. Seit 2019 ist der mehr als 8.000 Büchern umfassende Bestand der Amos Vogel Library online abrufbar.

## Schriften
- How Little Lori Visited Times Square. Kinderbuch. 1963. Neuausgabe: HarperCollins, 2001, ISBN 0-06-028462-5.
- Film as a Subversive Art. 1974. Neuausgabe: Thames & Hudson, 2005, ISBN 0-9547071-1-7. deutsch: Film als subversive Kunst. Kino wider die Tabus – von Eisenstein bis Kubrick. Hannibal, St. Andrä-Wördern 1997.
- Amos Vogel. Ein New Yorker Cineast aus Wien. (Red. Brigitte Mayr, Michael Omasta) Synema Publikationen, Wien 2011, ISBN 978-3-901644-40-5.
- Paul Cronin (Hrsg.): Be Sand, Not Oil: The Life and Work of Amos Vogel. FilmmuseumSynemaPublikationen Band 24, Wien: SYNEMA – Gesellschaft für Film und Medien, 2014, ISBN 978-3-901644-59-7.

## Dokumentarfilm über Vogel
- Film as a Subversive Art: Amos Vogel and Cinema 16. Paul Cronin, UK, 2003; 56 min